# James Fitz-Allen Mitchell
Sir James Fitz-Allen Mitchell, detto Son (Bequia, 15 maggio 1931 – Bequia, 23 novembre 2021), è stato un politico sanvincentino, Primo ministro di Saint Vincent e Grenadine dal 30 luglio 1984 al 27 ottobre 2000.

## Biografia
Nato nell'isola di Bequia, era il primo dei quattro figli di Reginald e Lois Mitchell (nata Gooding). Frequentò la St. Vincent Grammar School.
Dopo tre anni di studio presso l'Imperial College of Tropical Agriculture di Trinidad, precursore dell'Università delle Indie occidentali, nel 1954 fu ammesso all'Università della Columbia Britannica, dove si laureò in agronomia. A studi conclusi, lavorò a Saint Lucia, a Saint Vincent, e a Londra.
Nel 1966, candidatosi tra le file del Partito Laburista, fu eletto al Consiglio legislativo di Saint Vincent, al quale fu rieletto l'anno successivo, rappresentando la circoscrizione delle Grenadine. Tra il 1967 e il 1972 fu Ministro dell'agricoltura nel governo di Milton Cato; dopo degli screzi con Cato, fu espulso dal Partito Laburista e fu rieletto per un terzo mandato al Consiglio legislativo da indipendente.
Nel 1972, in seguito al pareggio tra il Partito Laburista e il Partito Politico del Popolo (PPP) di Ebenezer Joshua, Mitchell divenne Premier di Saint Vincent grazie all'appoggio di Joshua, che fu nominato Ministro delle finanze. Tuttavia, Joshua si dimise due anni dopo per via di disaccordi politici con Mitchell, e il governo cadde in seguito a una mozione di sfiducia. La fazione del Partito Politico del Popolo capeggiata da Mitchell e dal Ministro delle comunicazioni Othneil Sylvester, detta "Junta", si staccò dal partito e si candidò autonomamente alle elezioni generali del 1974, costringendo il PPP a candidarsi solo in tre seggi. Mitchell fu però l'unico membro della Junta a essere eletto, sconfiggendo il candidato laburista Sydney Gun-Munro.
Nel 1975 Mitchell fondò il Nuovo Partito Democratico (NDP). Alle elezioni generali del 1979, le prime dopo l'indipendenza di Saint Vincent e Grenadine, l'NDP vinse due seggi; Mitchell non fu rieletto, ma riottenne il seggio in un'elezione suppletiva tenutasi l'anno successivo. Fu capo dell'opposizione dal 1982 al 1983.
Nel 1984 il Nuovo Partito Democratico ottenne la maggioranza, con nove seggi su tredici; Mitchell divenne pertanto Primo ministro, nonché Ministro delle finanze e degli affari esteri. Nel corso del suo mandato, ordinò la costruzione di strade per aiutare lo sviluppo del settore turistico, e nel 1985 entrò nel Consiglio privato. Alle elezioni del 1989 l'NDP vinse in tutti e quindici i seggi disponibili, e mantenne la maggioranza assoluta nelle due elezioni successive. Mitchell si dimise il 27 ottobre 2000, come pattuito con l'opposizione, capeggiata da Ralph Gonsalves, per porre fine alle proteste popolari contro una legge che prevedeva nuove pensioni e bonus ai parlamentari; gli succedette Arnhim Eustace.
Ritiratosi dalla politica, si dedicò alla gestione dell'hotel di famiglia. A novembre del 2021 fu ricoverato a Barbados per dengue e sepsi. Dimesso dall'ospedale il 18 novembre, morì a Bequia cinque giorni dopo. I funerali di Stato si tennero il 17 e il 18 dicembre 2021.

## Vita privata
Nel 1965 si sposò con la canadese Patricia Mae "Pat" Parker, con la quale ebbe tre figlie.

## Opere
- (EN) James Fitz-Allen Mitchell, Beyond the Islands: an Autobiography, Londra, Macmillan Caribbean, 2006, ISBN 978-1405014175.